# Cường cận giáp
Cường cận giáp / cường tuyến cận giáp là sự gia tăng nồng độ hormone tuyến cận giáp (PTH) trong máu. Điều này xảy ra từ một rối loạn hoặc trong tuyến cận giáp (cường cận giáp nguyên phát) hoặc bên ngoài tuyến cận giáp (cường cận giáp thứ phát). Hầu hết những người mắc bệnh nguyên phát không có triệu chứng tại thời điểm chẩn đoán. Khi các triệu chứng xảy ra, chúng là do calci máu tăng cao. Với độ cao từ lâu, triệu chứng phổ biến nhất là sỏi thận. Các triệu chứng khác có thể bao gồm đau xương, yếu, trầm cảm, nhầm lẫn và tăng tần suất đi tiểu. Cả nguyên phát và thứ phát đều có thể dẫn đến chứng loãng xương.
Trong 80% các trường hợp, cường tuyến cận giáp nguyên phát là do một u lành tính duy nhất được gọi là u tuyến cận giáp. Hầu hết phần còn lại là do một số các u tuyến. Hiếm khi nó có thể là do ung thư tuyến cận giáp. Bệnh cường cận giáp thứ phát thường xảy ra do thiếu vitamin D, bệnh thận mãn tính hoặc các nguyên nhân khác gây ra calci máu thấp. Chẩn đoán cường cận giáp nguyên phát được thực hiện bằng cách tìm thấy calci và PTH tăng cao trong máu.
Bệnh cường tuyến cận giáp nguyên phát có thể được chữa khỏi bằng cách loại bỏ adenoma hoặc tuyến cận giáp hoạt động quá mức. Ở những người không có triệu chứng, nồng độ calci trong máu tăng nhẹ, thận bình thường và theo dõi mật độ xương bình thường có thể là tất cả những gì cần thiết. Thuốc cinacalcet cũng có thể được sử dụng để giảm mức PTH. Ở những người có nồng độ calci trong máu rất cao, điều trị có thể bao gồm một lượng lớn nước muối bình thường tiêm tĩnh mạch. Nồng độ vitamin D thấp cần được điều chỉnh.
Cường cận giáp nguyên phát là loại phổ biến nhất. Trong thế giới phát triển, từ một đến bốn phần nghìn người bị ảnh hưởng. Nó xảy ra thường xuyên hơn ở phụ nữ, gấp ba lần so với nam giới và thường được chẩn đoán ở độ tuổi từ 50 đến 60. Bệnh được mô tả lần đầu tiên vào những năm 1700. Vào cuối những năm 1800, nó được xác định là có liên quan đến tuyến cận giáp. Phẫu thuật với tư cách như là một biện pháp điều trị được thực hiện lần đầu tiên vào năm 1925.